# Tilișca
Tilișca (en hongrois : Tilicske, en allemand : Tilischen) est une commune du județ de Sibiu en Roumanie.